# Moskvas katedralmoské

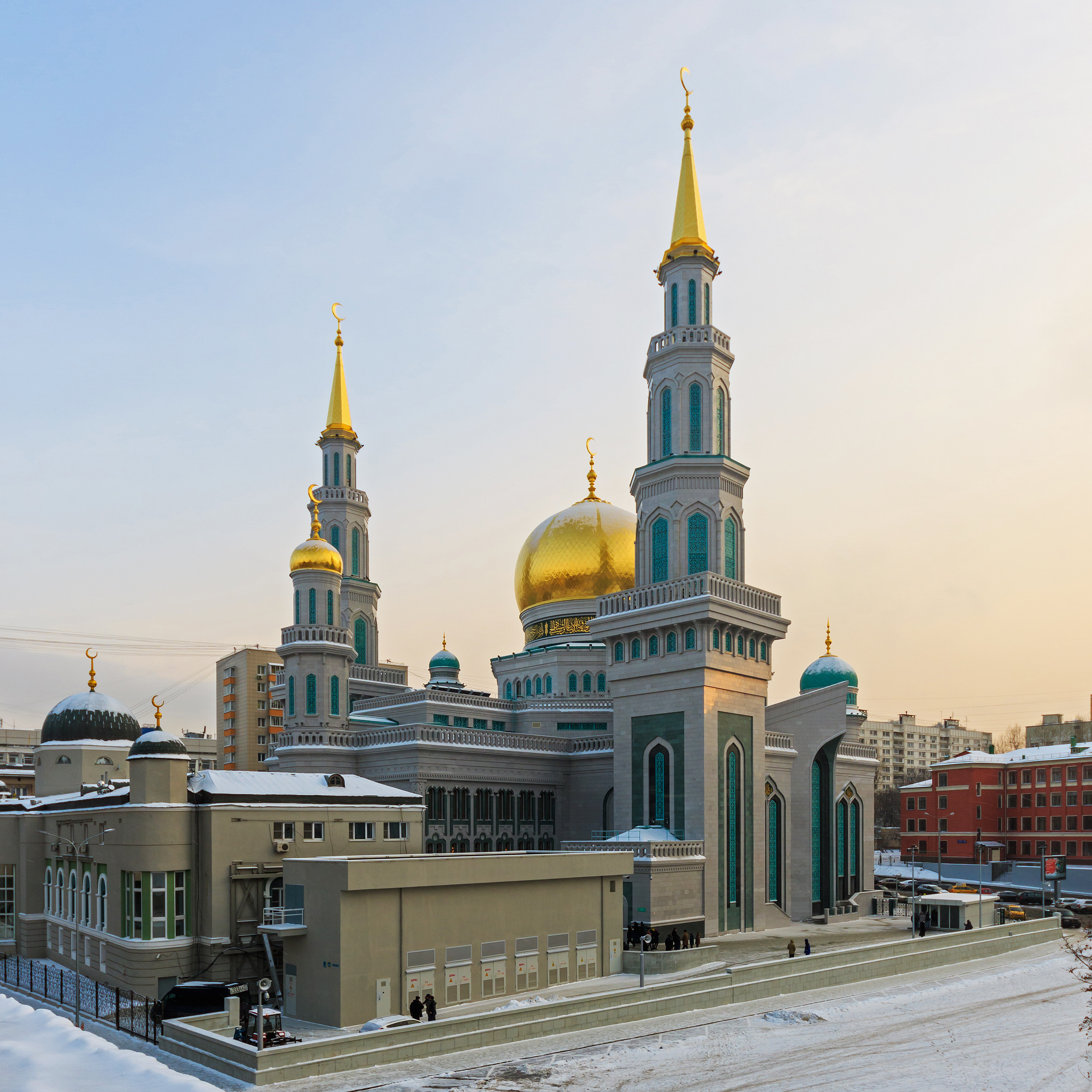
Moskvas katedralmoské

Moskvas katedralmoské (ryska: Московская соборная мечеть; arabiska: مسجد موسكو الجامع) är en moské i Rysslands huvudstad Moskva och en av de största moskéerna i Europa.
Moskvas katedralmoské återinvigdes 2015 efter att den gamla moskén från 1904 hade rivits. Byggnationen av den nya moskén tog över ett decennium och kostat motsvarande 1,5 miljarder kronor. Den 19 000 kvadratmeter stora moskén har plats för över 10 000 besökare. Det ryska muslimsamfundet uppkom redan under medeltiden. Moskva har idag[när?] nästan två miljoner muslimer och antalet ökar hela tiden på grund av den kraftiga inflyttningen från de forna sovjetstaterna i Centralasien. Två nya moskéer uppges vara under planering i Moskva, där åtminstone den ena av dem ska bli större än Moskvas katedralmoské.